# Борисов, Леонид Иванович
 Леонид Иванович Борисов (1914 или 1916 — 10 июля 1943) — капитан Рабоче-крестьянской Красной Армии, участник Великой Отечественной войны, кавалер ордена Ленина (1943).

## Биография
Родился в 1916 Пыжово (ныне — Зарайского района Московской области). Призван в РККА в 1937 Сталинским РВК Москвы.
С 22 июня 1941 года младший лейтенант Л. И. Борисов участвовал в боевых действиях. По ноябрь 1942 года воевал в составе 43-го ИАП, затем — 581-го ИАП (55-го Гвардейского ИАП). Воевал на И-16 и Як-1. 20 сентября 1941 года командир звена 43-го истребительного авиационного полка (ВВС 21-й армии, Юго — Западный фронт) младший лейтенант Л. И. Борисов на подступах к Киеву на истребителе И-16 двойным таранным ударом сбил бомбардировщик противника. Совершил посадку на подбитом самолёте. За этот бой лейтенант Борисов награждён орденом Ленина.
2 ноября 1942 года за отличие в боях на Харьковско-Изюмском направлении командир эскадрильи 43-го истребительного авиационного полка (220-я истребительная авиационная дивизия) старший лейтенант Леонид Борисов был представлен к званию Героя Советского Союза. К тому времени он совершил 363 боевых вылета. Проведя 89 воздушных боёв, сбил лично 10 и в составе группы 9 самолётов противника. Однако, звание героя ему не было присвоено, а был вручен орден Красного Знамени. В период боёв за Сталинград сбил тараном ещё один вражеский самолёт (точную дату второго тарана установить не удалось).
Погиб 10 июля 1943, при взрыве сбитого им Ju-87.

## Список воздушных боев Борисова
1. 20.09.1941 г. 1 Ju-88 (тараном) р-н Киева
2. 22.08.1942 г. 1 FW-189 (в паре — 1 / 2) район Сталинграда
3. 22.08.1942 г. 1 Ме-109 Кузьмичи
4. 27.08.1942 г. 1 Ме-109 северо — западнее Рынок
5. 28.08.1942 г. 1 Ме-109 Ерзовка
6. 16.09.1942 г. 1 Ме-109 северо — восточнее Акатовка
7. 17.09.1942 г. 1 Ju-88 (в группе — 1 / 3) северо — западнее Байбаев
8. 01.12.1942 г. 1 Ju-52 (в группе — 1 / 3) Мариновка — Карповка
9. 20.12.1942 г. 1 Не-111 Алексеевский
10. 28.12.1942 г. 1 Ме-109 Питомник
11. 21.03.1943 г. 1 Hs-126 юго — восточнее Белгород
12. 05.07.1943 г. 1 Ме-110 Тёплое — Поныри
13. 06.07.1943 г. 1 FW-190 Поныри — Ольховатка
14. 10.07.1943 г. 1 Ju-87 Большое Скородное

Всего сбитых самолётов — 17 + 10 [ 11 + 3 ]; боевых вылетов — 426; воздушных боёв — 128.

## Награды
- Орден Ленина[1];
- Орден Красного Знамени[2].